# هيكارو ماتسوناغا
هيكارو ماتسوناغا هو محامي ومدع وسياسي ياباني، ولد في 23 نوفمبر 1928 في يونزين في اليابان. حزبياً، نشط في الحزب الليبرالي الديمقراطي الياباني. وقد انتخب عضو مجلس النواب من اليابان.